# Nanao
Nanao (jap. 七尾市 Nanao-shi) – miasto portowe w Japonii, na wyspie Honsiu, w prefekturze Ishikawa.
W mieście rozwinął się przemysł spożywczy.

## Miasta partnerskie
- Stany Zjednoczone: Monterey
- Rosja: Brack
- Korea Południowa: Gimcheon
- Chiny: Dalian